# خلین
خلین (به انگلیسی: Khellin) یک ترکیب شیمیایی با شناسه پاب‌کم ۳۸۲۸ است. 